# Desa Sukamakmur (administrativ by i Indonesien, Jawa Barat, lat -6,61, long 106,75)
Desa Sukamakmur är en administrativ by i Indonesien.   Den ligger i provinsen Jawa Barat, i den västra delen av landet, 40 km söder om huvudstaden Jakarta.